# Obraz Matki Bożej Lutogniewskiej
Obraz Matki Bożej Lutogniewskiej — wizerunek Matki Bożej Pocieszenia znajdujący się w kościele Świętej Trójcy w Lutogniewie.

## Historia Obrazu
Obraz powstał prawdopodobnie na początku XVI wieku. Zachowany jest dokument wizytacyjny z 15 października 1683, gdzie podane jest, że w ołtarzu głównym umieszczony jest obraz Madonny Lutogniewskiej. Z dokumentu po wizytacji w 1694 wiemy, że w Lutogniewie istniało Bractwo Matki Bożej Pocieszenia. W dokumencie z 1742 jest określenie obrazu jako imago gratiosa, tzn. łaskami słynący. W czasie okupacji niemieckiej w II wojnie światowej wiele wotów zostało zrabowanych, obraz natomiast ocalał. W ramach przygotowania do koronacji obraz został poddany renowacji, której dokonano w poznańskim Muzeum Archidiecezjalnym. Pracami kierował jej kierownik ks. Zygmunt Lewandowski, który był również projektantem złotych koron dla Maryi i Dzieciątka Jezus.

## Opis Obrazu
Wizerunek namalowany jest na desce o wymiarach 68x94 cm przez nieznanego artystę. Obraz jest w typie Matki Bożej Piekarskiej. Przedstawia Maryję przy stole, na którym leży jabłko i kiść winogron. Trzyma w lewym ręku Jezusa, który na kolanach ma księgę i prawą rękę ma uniesioną w geście błogosławieństwa. Maryja w prawym ręku trzyma kwiat, symbol życia. Szata Jezusa jest w kolorze czerwonym. Jabłko przypomina o grzechu pierworodnym, a winogrona symbolizują krew Jezusa. 
Wizerunek zakrywany jest obrazem Zwiastowania Najświętszej Maryi Panny namalowanym na płótnie w drugiej połowie XVIII wieku.

## Koronacja Obrazu
6 sierpnia 1999 bp kaliski Stanisław Napierała zaprosił wiernych na uroczystość koronacji obrazu. Korony zostały poświęcone przez papieża Jana Pawła II w Łowiczu 14 sierpnia. Uroczysta koronacja odbyła się 29 sierpnia – liturgii przewodniczył ks. abp Juliusz Paetz. W koronacji uczestniczyli również ks. Marian Przykucki i ks. bp Stanisław Napierała.
W uroczystości brało udział 400 księży, 13 biskupów, dwóch arcybiskupów oraz liczni wierni.

## Kult Obrazu
Początki kultu obrazu Matki Bożej Pocieszenia w Lutogniewie sięgają XVII wieku, co wynika z dokumentu z 1694, w którym umieszczona jest informacja o istnieniu Bractwa Najświętszej Maryi Panny w Lutogniewie. O wielkości i doniosłości kultu świadczą liczne wota, które były składane w kościele. Było ich tak wiele, że w XIX wieku zezwolono na ich sprzedaż celem uzyskania funduszy na utrzymanie świątyni. Wiele z wot zostało zrabowanych przez Niemców podczas II wojny światowej. Odpust odbywający się w parafii przyciągał tłumy wiernych, gdyż do dzisiaj znane jest w okolicach powiedzenie: "Ludzi, jak na odpuście w Lutogniewie". Wśród czcicieli Matki Bożej Lutogniewskiej byli m.in.: bł. Michał Kozal i sługa Boży brat Antoni Kowalczyk. Kult Matki Bożej Pocieszenia jest żywy i aktualny. Odpust trwa od soboty do wtorku i w sobotę udzielane jest specjalne błogosławieństwo niemowlętom oraz dzieciom. Corocznie przybywają dzieci przed Pierwszą Komunią oraz uczniowie ostatnich klas szkoły średniej.